# Kamienica Prażmowskich w Warszawie
Kamienica Prażmowskich, także kamienica Pastoriusa, Leszczyńskich lub Dobrycza – rokokowo-klasycystyczna kamienica znajdująca się przy ul. Krakowskie Przedmieście 87 w Warszawie.

## Historia
Zbudowana ok. 1660 dla Joachima Pastoriusa, lekarza i historiografa królewskiego, jako dwupiętrowa z czteroosiową fasadą. Od 1666 była własnością Mikołaja Prażmowskiego, kanclerza wielkiego koronnego i prymasa Polski.
W 1754, po przejęciu przez rodzinę Leszczyńskich, przebudowana na rokokowy pałacyk z pięcioosiową fasadą według projektu Jakuba Fontany. Od strony ul. Senatorskiej znajduje się drugi dom frontowy w stylu klasycystycznym. W miejscu południowej części kamienicy przed 1795 dobudowano nowy segment.
Następnie przeszła w ręce rodu Rautenstrauchów. W 1804 została kupiona przez kupca Stefana Dobrycza.
Spalona podczas obrony Warszawy we wrześniu 1939. Wnętrza zniszczone w 1944, jednak fasada przetrwała wojnę z niewielkimi uszkodzeniami. Fragmentarycznie rozebrana przy budowie tunelu Trasy W–Z, została odbudowana w latach 1948–1949 według wyglądu z końca XVIII wieku na podstawie projektu Zygmunta Stępińskiego. W latach 2002–2003 została odrestaurowana. Nad wejściem do kamienicy znajduje się jedna z dwóch odtworzonych po wojnie w Warszawie tablic libertacyjnych.
Kamienica jest połączona z sąsiednią kamienicą Johna. Jest siedzibą Domu Literatury.

### Wygląd
Kamienica rokokowo-klasycystyczna, czterokondygnacyjna, pięcioosiowa. Fasada główna ozdobiona portalem, balkony z ażurowymi balustradami. W portalu znajduje się krata z herbem Leszczyńskich. 
Mariusz Karpowicz zaliczył ją do najpiękniejszych kamienic rokokowych w Polsce.